# Norialsus pseudovarians
Norialsus pseudovarians är en insektsart som först beskrevs av Van Stalle 1984.  Norialsus pseudovarians ingår i släktet Norialsus och familjen kilstritar. Inga underarter finns listade i Catalogue of Life.